# 윌리엄 왕의 전쟁
윌리엄 왕의 전쟁(King William's War)은 제2차 인디언 전쟁, 보두앵 신부의 전쟁, 캐스틴의 전쟁, 또는 프랑스어로는 제1차 식민지 전쟁이라고도 불리는 전쟁으로, 1688년부터 1697년까지 진행된 9년 전쟁(대동맹 전쟁 또는 아우크스부르크 동맹 전쟁이라고도 알려짐)의 북아메리카 전선이다. 이 전쟁은 프랑스가 1763년에 미시시피강 동쪽의 북아메리카 본토에 남아있는 영토를 할양하기 전까지 누벨프랑스와 뉴잉글랜드 그리고 각자의 원주민 동맹국 사이에 벌어진 식민지 전쟁의 일부였다.
윌리엄 왕의 전쟁에서 영국과 프랑스 모두 북아메리카에서의 전쟁 노력을 지원하기 위해 유럽에서의 입지를 약화시킬 생각은 없었다. 누벨프랑스와 와바나키 연맹은 프랑스가 현재 메인주 남부에 있는 케네벡강으로 정의한 아카디아로의 뉴잉글랜드 확장을 막을 수 있었다.:27 9년 전쟁을 종식시킨 1697년의 레이스베이크 조약 조건에 따라 누벨프랑스, 뉴잉글랜드, 뉴욕의 국경과 전초기지는 실질적으로 변하지 않았다.
이 전쟁은 필립 왕의 전쟁(1675년~1678년)이 끝날 때 체결된 조약과 협정이 지켜지지 않았다는 사실에서 크게 기인한다. 게다가 영국인들은 인디언들이 프랑스 또는 네덜란드의 지원을 받고 있다는 점에 놀랐다. 인디언들은 자신들이 프랑스 편인 것처럼 보이게 하여 영국인들과 그들의 두려움을 이용했다. 프랑스인들도 인디언들이 영국과 협력하고 있다고 생각하여 속았다. 이러한 사건들과 영국인들이 인디언들의 복종 의사에도 불구하고 그들을 자신들의 신민으로 여겼다는 사실은 결국 두 가지 갈등으로 이어졌고, 그 중 하나가 윌리엄 왕의 전쟁이었다.

## 17세기 말 북아메리카

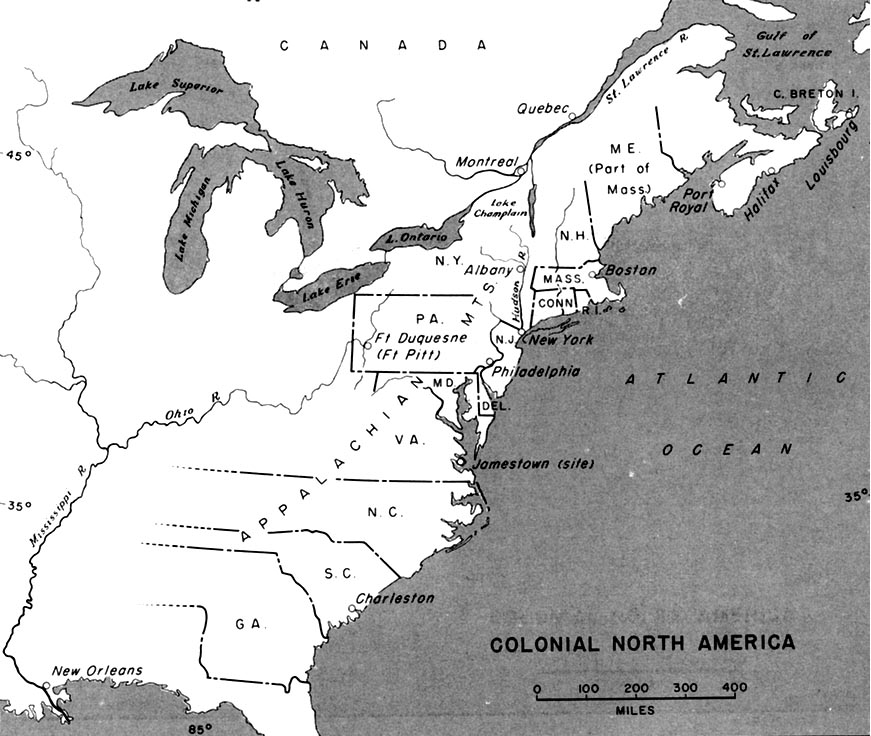
17세기 말, 영국 정착민들은 프랑스인들을 수적으로 압도했지만, 대서양 연안을 따라 여러 식민지로 나뉘어져 있었다.

전쟁이 시작될 무렵 영국 정착민은 15만 4천 명 이상으로, 프랑스인보다 12대 1로 많았다. 그러나 그들은 대서양 연안을 따라 여러 식민지로 나뉘어져 있어 효율적으로 협력할 수 없었고, 명예 혁명에 휘말려 식민지 주민들 사이에 긴장을 조성했다. 게다가 영국은 군사 지도력이 부족했고 원주민 동맹인 이로쿼이족과 어려운 관계를 맺고 있었다.
누벨프랑스는 세 가지 독립체로 나뉘어 있었다. 대서양 연안의 아카디아, 세인트로렌스강을 따라 오대호까지 이르는 캐나다, 그리고 오대호에서 미시시피강을 따라 멕시코만까지 이르는 루이지애나였다. 1689년 프랑스 인구는 14,000명에 달했다. 프랑스인들은 수적으로 훨씬 적었지만, 정치적으로 더 단결되어 있었고 군사 배경을 가진 성인 남성의 비율이 비정상적으로 높았다. 수적 열세를 인지하고 그들은 원주민들과 좋은 관계를 구축하여 전력을 증대하고 일격이탈 전술을 효과적으로 사용했다.

## 전쟁의 원인
가톨릭 신자였던 잉글랜드의 제임스 2세 (잉글랜드)는 1688년 말 명예 혁명으로 폐위되었고, 이어서 개신교도였던 윌리엄 3세와 메리 2세가 왕위에 올랐다. 윌리엄은 1688년에 시작된 프랑스에 대항하는 전쟁에서 제임스 2세가 피난처로 삼았던 아우크스부르크 동맹에 합류했다.
북아메리카의 누벨프랑스와 북부 영국 식민지 사이에는 상당한 긴장이 존재했으며, 1686년 제임스 2세는 식민지의 분리된 행정 구역을 재조직하여 뉴잉글랜드 자치령을 설립했다. 뉴잉글랜드와 이로쿼이 연맹은 때때로 누벨프랑스와 그들의 와바나키 동맹국들과 싸웠다. 이로쿼이족은 당시 경제적으로 중요한 오대호 모피 무역을 지배했으며 1680년부터 누벨프랑스와 갈등을 겪고 있었다.:43 뉴잉글랜드의 요청에 따라 이로쿼이족은 군사적 수단을 통해 누벨프랑스와 그들의 서부 부족 동맹국 간의 무역을 방해했다. 이에 대한 보복으로 누벨프랑스는 뉴욕 서부의 세네카족 영토를 습격했다. 이에 뉴잉글랜드는 라신 마을을 습격함으로써 누벨프랑스에 대항하는 이로쿼이족의 갈등을 지지했다.:44
뉴잉글랜드와 아카디아의 국경, 즉 누벨프랑스가 현재 메인 주 남부에 있는 케네벡강으로 정의한 경계에도 비슷한 긴장이 있었다.:27 메인 지역을 포함하는 헌장을 가진 매사추세츠 출신의 영국인 정착민들은 이때까지 아카디아로 정착지를 확장했다. 누벨프랑스의 메인 영유권을 확보하기 위해 그들은 이 지역에서 가장 큰 세 원주민 마을에 가톨릭 선교부를 설립했는데, 하나는 케네벡 강(노리지워크)에, 다른 하나는 페놉스캇 강(페놉스캇) 북쪽에, 그리고 다른 하나는 세인트 존 강(메독텍)에 있었다. 그들 입장에서는 필립 왕의 전쟁에 대응하여 아카디아 지역의 다섯 원주민 부족들이 와바나키 연맹을 결성하여 영국인들의 추가 확장을 막기 위해 누벨프랑스와 정치적, 군사적 동맹을 맺었다.

## 전쟁의 경과

전쟁 중 캠페인 지도

### 뉴잉글랜드, 아카디아, 뉴펀들랜드 전선
이 전쟁의 뉴잉글랜드, 아카디아, 뉴펀들랜드 전선은 캐스틴의 전쟁과 장 보두앵 신부의 전쟁으로도 알려져 있다.
1688년 4월, 에드먼드 앤드로스 총독은 장-뱅상 다르바디 드 생-카스탱의 페놉스캇만에 위치한 집과 마을(캐스틴 (메인주))을 약탈했다.:607 나중에 8월에는 영국군이 가이스버러 (노바스코샤주)의 프랑스 마을인 체다북투를 습격했다. 이에 대한 응답으로 캐스탱과 와바나키 연맹은 1688년 뉴잉글랜드/아카디아 국경을 따라 북동 해안 캠페인을 벌였다. 그들은 1688년 8월 13일 뉴다트머스(뉴캐슬 (메인주))에서 몇몇 정착민을 살해하는 것으로 시작했다. 며칠 후 그들은 야머스 (메인주)에서 첫 전투에서 두 명을 살해했다. 1688년 가을 케네벙크에서는 연맹 구성원들이 두 가족을 살해했다.
다음 해 봄, 1689년 6월, 칸카마구스와 메산도윗이 지휘하는 수백 명의 아베나키족과 페나쿡족 인디언이 도버 급습으로 뉴햄프셔주 도버를 급습하여 20명 이상을 살해하고 29명을 포로로 잡아 누벨프랑스로 팔아넘겼다. 6월에는 새코 (메인주)에서 네 명의 남자를 살해했다. 이러한 습격에 대한 대응으로 24명의 병사로 구성된 부대가 시체를 수색하고 원주민을 추격하기 위해 조직되었다. 그들은 원주민과의 충돌에서 병력의 4분의 1을 잃고 돌아올 수밖에 없었다.

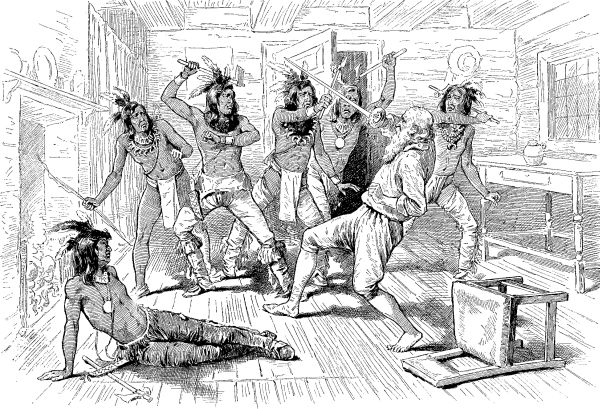
리처드 월드런 소령이 아베나키족의 도버 급습 중 사망하기 직전 모습

1689년 8월, 생-카스탱과 루이-피에르 튀리 신부는 아베나키족 전사 집단을 이끌고 피마퀴드(현재 브리스톨 (메인주))의 요새를 점령하고 파괴했다. 피마퀴드의 함락은 영국에게 상당한 차질을 주었다. 이는 변경을 캐스코(현재 팔머스 (메인주))까지 후퇴시켰다.:81
뉴잉글랜드는 메이저 벤자민 처치를 아카디아로 보내 습격으로 보복했다. 윌리엄 왕의 전쟁 동안 처치는 메인 대부분을 포함한 아카디아에 네 차례의 뉴잉글랜드 습격대를 이끌고 아카디아인과 와바나키 연맹의 일원들을 공격했다. 아카디아로의 첫 번째 원정에서 1689년 9월 21일 처치와 250명의 병력은 팔머스(현재 포틀랜드 (메인주) 근처)에 정착하려는 영국 정착민들을 방어했다. 와바나키 연맹의 부족들은 그의 병사 21명을 살해했지만, 처치의 방어는 성공적이었고 원주민들은 후퇴했다.:33 처치는 그 후 보스턴으로 돌아와 소수의 영국 정착민들을 무방비 상태로 남겨두었다. 다음 해 봄, 캐스탱의 지휘 아래 400명이 넘는 프랑스 및 원주민 병력은 샐먼 폭포(현재 버윅 (메인주))를 파괴하고 팔머스로 돌아와 포트 로얄 전투에서 모든 영국 정착민들을 학살했다. 그 해 여름 후반에 처치가 마을로 돌아왔을 때, 그는 시체를 묻었다.:175–76 포트 로얄(캐스코)의 함락은 메인주의 인구 거의 전멸로 이어졌다. 원주민 병력은 그 후 뉴햄프셔 국경을 보복 없이 공격했다.:82

#### 포트 로얄 전투 (1690년)

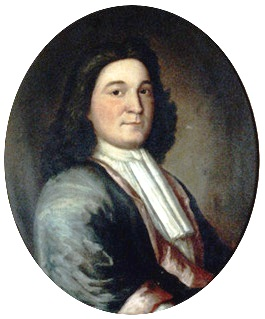
매사추세츠만 식민지 총독 윌리엄 핍스 경이 포트 로얄 공격을 이끌었다.

뉴잉글랜드 사람들은 윌리엄 핍스 경의 지휘 아래 아카디아의 수도인 포트 로얄을 공격하여 보복했다. 포트 로얄 전투는 1690년 5월 9일에 시작되었다.:82 핍스는 7척의 영국 함선에 736명의 뉴잉글랜드 병력을 이끌고 도착했다. 총독인 루이-알렉상드르 데 프리슈 드 메네발은 이틀 동안 싸운 후 항복했다. 수비대는 교회에 감금되었고, 메네발은 그의 집에 감금되었다. 뉴잉글랜드 사람들은 새로운 요새 건설을 시작했던 것을 평탄화했다.:38 포트 로얄 주민들은 교회에 감금되어 국왕에 대한 충성 맹세를 받았다.:39
핍스는 떠났지만, 뉴욕에서 온 군함이 6월에 도착하여 더 많은 파괴를 초래했다.:82 선원들은 교구 교회를 포함한 정착지를 불태우고 약탈했다.:40 뉴잉글랜드 사람들은 다시 떠났고, 아카디아 총독인 조제프 로비노 드 빌레봉은 수도를 내륙의 더 안전한 지역인 포트 내슈왁(현재 프레더릭턴, 뉴브런즈윅주)으로 옮겼다. 포트 내슈왁은 전쟁이 끝난 후 1699년에 포트 로얄이 수도로 복원될 때까지 수도로 남아 있었다.:45
처치의 두 번째 아카디아 원정에서 그는 1690년 9월 11일 캐스코만에 300명의 병력을 이끌고 도착했다. 그의 임무는 와바나키 연맹에 의해 점령된 영국 포트 페이페스콧(현재 브런즈윅 (메인주))을 구원하는 것이었다.:179–180 그는 앤드로스코긴강을 따라 포트 페이페스콧으로 향했다.:66 그곳에서 그는 상류로 40 마일 (64 km)를 더 가서 리버모어 폭포의 원주민 마을을 공격했다. 처치의 병사들은 후퇴하는 원주민 남자 세 명 또는 네 명을 사살했다. 처치는 티피에서 다섯 명의 영국 포로를 발견했다. 처치는 원주민 여섯 명 또는 일곱 명을 학살하고 아홉 명을 포로로 잡았다.:67 며칠 후, 보복으로 와바나키 연맹의 일원들은 케이프 엘리자베스 (메인주)의 퍼푸덕 포인트에서 처치를 공격하여 그의 병사 일곱 명을 살해하고 24명을 부상시켰다.:69 9월 26일, 처치는 포츠머스 (뉴햄프셔주)로 돌아왔다.
윌리엄 왕의 전쟁 중에 웰스 (메인주) 마을은 약 80채의 집과 통나무집이 우편 도로를 따라 늘어서 있었는데, 1691년 6월 9일에는 사쳄(sachem) 목서스가 지휘하는 약 200명의 원주민들에게 공격을 받았지만, 제임스 컨버스 대위와 그의 민병대는 문으로 둘러싸인 방책으로 보호받던 조셉 스토러 중위의 수비대를 성공적으로 방어했다. 또 다른 사쳄인 마도카완도는 다음 해에 "개 컨버스를 그의 소굴에서 끌어내겠다"고 위협했다.
원주민들이 철수하면서 그들은 요크 (메인주)의 케이프 네디크 (메인주)로 가서 배에 올라타 승무원 대부분을 죽였다. 그들은 또한 작은 마을도 불태웠다.
1692년 초, 누벨프랑스 장교들의 지휘 아래 약 150명의 아베나키족이 요크로 돌아와 약 100명의 영국인 정착민을 살해하고 건물을 불태웠는데, 이는 촛불 학살로 알려지게 되었다.
처치의 세 번째 아카디아 원정은 1692년에 일어났는데, 그는 450명의 병력을 이끌고 페놉스캇(현재 인디언 아일랜드 (메인주))을 습격했다.:212 처치와 그의 병사들은 그 후 타코녹(윈슬로우 (메인주))을 습격했다.:214
1693년에 뉴잉글랜드 호위함들은 포트 로얄을 다시 공격하여 거의 12채의 집과 세 채의 곡물 창고를 불태웠다.:43
1694년 7월 18일, 프랑스 군인 클로드-세바스티앙 드 빌리외는 사가모어(최고 추장) 보마진(또는 보모신)의 지휘를 받는 노리지워크 출신 약 250명의 아베나키족과 함께 뉴햄프셔주 더럼의 영국 정착촌을 습격하여 오이스터 강 학살을 일으켰다. 총 104명의 주민이 살해되고 27명이 포로로 잡혔으며, 5개의 주둔군을 포함한 주택의 절반이 불탔다. 그들은 또한 작물을 파괴하고 가축을 죽여 생존자들에게 기근과 궁핍을 야기했다.

#### 피마퀴드 공성전 (1696년)

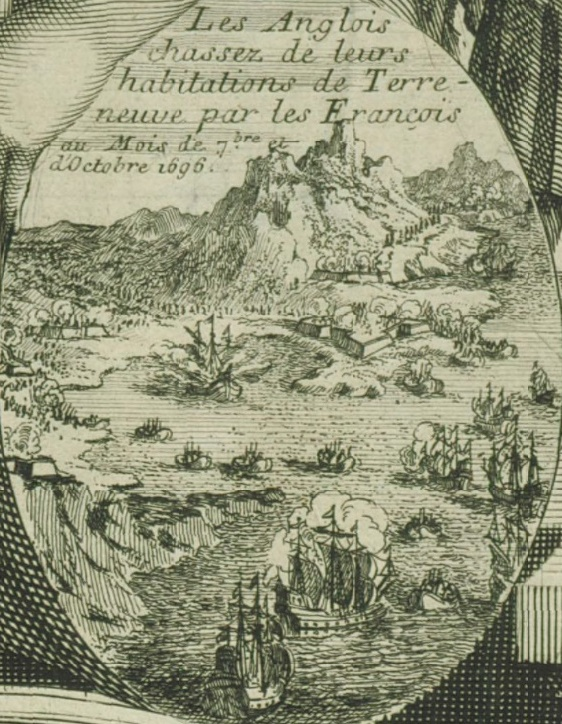
1696년, 애벌론반도 작전에서는 애벌론반도의 영국인 정착지들이 약탈당했다.

1696년, 누벨프랑스와 와바나키 연맹 부족들은 생-카스티와 피에르 르 모인느 디베르빌의 지휘 아래 돌아와 펀디만 해전을 벌이고 피마퀴드 습격을 감행했다. 피마퀴드 공성전 이후 디베르빌은 124명의 캐나다인, 아카디아인, 미크마크족, 아베나키족으로 구성된 병력을 이끌고 애벌론반도 작전을 펼쳤다. 그들은 뉴펀들랜드섬의 거의 모든 영국인 정착지를 파괴했고, 100명 이상의 영국인들이 사망했으며, 그보다 훨씬 많은 수가 포로로 잡혀 거의 500명이 영국이나 프랑스로 추방되었다.:84
이에 대한 보복으로 처치는 아카디아로 네 번째 원정을 떠나 시그넥토 지협의 아카디아 공동체와 아카디아의 수도였던 포트 내슈왁에 대한 보복 습격을 감행했다.:215 그는 직접 부대를 이끌고 시그넥토 주민들을 학살하고, 가재도구를 약탈하고, 집을 불태우고, 가축을 도살했다.

### 퀘벡 및 뉴욕 전선
1689년 8월에도 1,500명의 이로쿼이족은 자크-르네 드 브리제 드 드농빌 후작의 행동에 대한 복수를 위해 라신의 프랑스 정착촌을 공격했다. 드농빌을 대신하여 총독이 된 루이 드 뷔아드 드 프롱트나크는 나중에 이로쿼이족 마을인 오논다가 (마을)를 공격했다. 누벨프랑스와 그들의 인디언 동맹국들은 1690년 초 영국의 변경 정착촌을 공격했는데, 특히 뉴욕의 스키넥터디 학살이 두드러졌다.

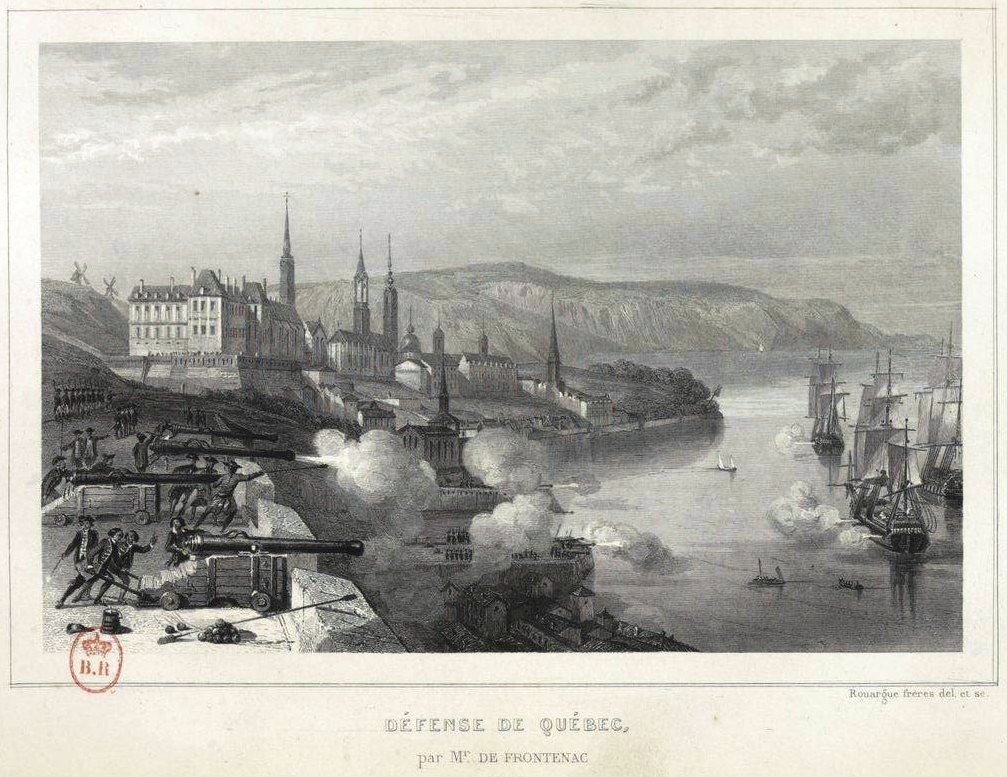
퀘벡 전투 중 프랑스 포대가 뉴잉글랜드 함대를 포격하는 모습.

이어서 두 차례의 원정이 있었다. 한 차례는 코네티컷주 민병대 장군 피츠-존 윈스롭의 지휘 아래 몬트리올을 목표로 한 육상 원정이었고, 다른 한 차례는 윌리엄 핍스 경이 지휘하여 퀘벡을 목표로 했다. 윈스롭의 원정은 질병과 보급 문제로 실패했고, 핍스는 퀘벡 전투에서 패배했다. 퀘벡과 포트 로얄 원정은 윌리엄 왕의 전쟁에서 뉴잉글랜드의 유일한 주요 공세였다. 전쟁의 나머지 기간 동안 영국 식민지 주민들은 주로 방어 작전, 소규모 전투 및 보복 습격에 참여했다.
이로쿼이 5개 부족은 영국 동맹국의 약화로 고통받았다.:290 1693년과 1696년에 프랑스와 그들의 인디언 동맹국은 이로쿼이 마을을 약탈하고 작물을 파괴했지만, 뉴욕 식민지 식민지 주민들은 수동적이었다. 1697년 영국과 프랑스가 평화 협정을 맺은 후, 영국 식민지 주민들에게 버림받은 이로쿼이족은 1701년까지 누벨프랑스와 전쟁을 계속했고,:291 이 해에 몬트리올 대화평에서 누벨프랑스와 다수의 이로쿼이족 및 다른 부족들 사이에 평화가 합의되었다.

### 허드슨만 전선

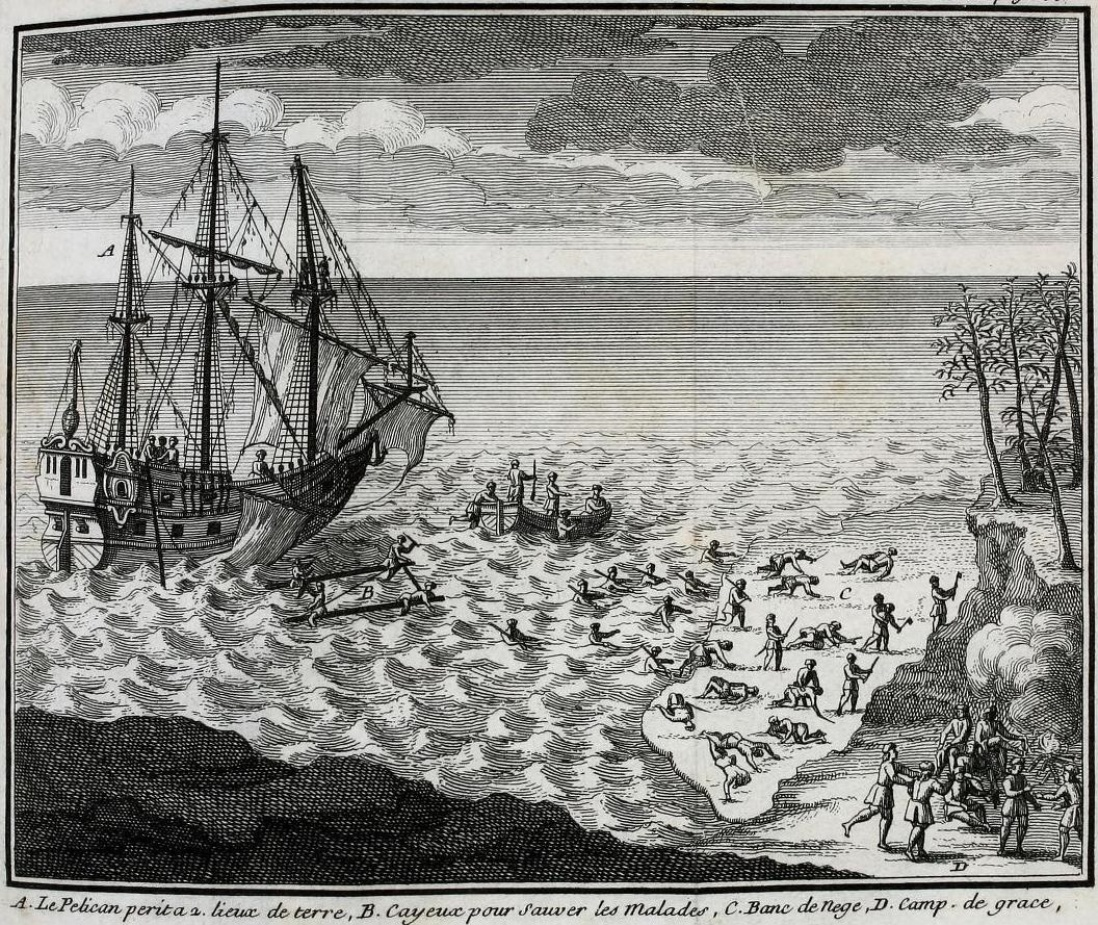
허드슨만 해전 후 침몰하는 펠리칸. 전투에서는 승리했지만, 펠리칸은 손상을 입고 결국 침몰했다.

이 전쟁은 또한 북극 북아메리카에서 프랑스와 영국 간의 지속적인 경제 전쟁의 배경이 되었다. 허드슨 베이 회사는 1680년대 초까지 제임스만과 허드슨만 남부에 무역 기지를 설립했다. 드농빌이 조직하고 9년 전쟁까지 계속된 허드슨만 원정을 시작으로 일련의 습격에서 무스 팩토리, 요크 팩토리, 포트 올버니를 포함한 대부분의 기지가 주로 디베르빌이 이끄는 프랑스 습격대에 의해 점령되었다.
그러나 프랑스군은 소규모였고, 점령한 기지에 대한 통제력은 매우 약했다. 요크 팩토리는 1695년에 영국에 의해 재탈환되었다. 1697년, 전쟁의 주요 해전 중 하나인 허드슨만 해전에서 디베르빌은 단 한 척의 배로 영국 함선 세 척을 격파하고 다시 요크 팩토리를 점령했다.

## 전쟁의 여파
1697년 9월에 체결된 레이스베이크 조약은 두 식민지 강대국 간의 전쟁을 종결시키고 식민지 국경을 원상회복 상태로 되돌렸다. 평화는 오래가지 못했다. 5년 이내에 식민지들은 다음 단계의 식민지 전쟁인 앤 여왕의 전쟁에 휘말렸다. 1701년 프랑스와의 평화 협정 이후 이로쿼이족은 이 갈등에서 중립을 유지했으며 어느 쪽에도 적극적인 적대 행위에 참여하지 않았다. 영국과 와바나키 연맹 부족들 사이의 긴장은 여전히 높았으며, 이들은 앤 여왕의 전쟁에서 다시 프랑스와 싸웠고, 갈등은 1694년 그로턴에서 아이들이 납치된 습격과 1704년 디어필드 습격에서 100명 이상의 포로가 몸값 또는 모히칸족과 프랑스인에 의한 입양을 위해 북쪽 몬트리올로 끌려간 습격을 포함하여 매사추세츠에서 빈번한 습격으로 특징지어졌다. 전쟁이 끝날 무렵, 원주민들은 아카디아와 뉴잉글랜드 국경을 따라 700명 이상의 영국인을 살해하고 250명 이상을 포로로 잡는 데 성공했다.
레이스베이크 조약은 허드슨 베이 회사 대표들에게 불만족스러웠다. 허드슨만의 대부분의 무역 거점이 전쟁이 시작되기 전에 프랑스에 의해 상실되었기 때문에, 현상 유지 원칙은 그들이 프랑스 통제하에 남아 있음을 의미했다. 이 회사는 위트레흐트 조약이 앤 여왕의 전쟁을 종결시킬 때 협상 테이블에서 영토를 회복했다.
학자들은 이 전쟁이 세일럼 마녀 재판의 원인 중 하나였는지에 대해 논쟁한다. 윌리엄 왕의 전쟁과 필립 왕의 전쟁(1675-78)은 에식스군 (매사추세츠주)에서 많은 난민을 발생시켰다. 이 난민들은 인디언에 대한 두려움을 안고 있었는데, 이는 마녀에 대한 두려움으로 이어졌다고 논의되고 있다. 특히 악마가 인디언과 마법과 밀접하게 연관되어 있다고 주장되었기 때문이다. 물론 코튼 매더 또한 이것이 슬픔의 시대("age of sorrow")로 이어질 것이라고 썼으며, 1692년 세일럼을 마녀 재판 위기로 이끈 주창자였다고 주장된다. 학자들은 이 이론에 대해 논쟁하며, 한 학자인 제니 헤일 펄시퍼는 윌리엄 왕의 전쟁이 더 큰 원인이었다고 주장한다. 전쟁이 세일럼 마녀 재판의 주요 원인이었다는 이론에 대해 글을 쓴 다른 학자로는 메리 베스 노턴, 제임스 켄세스, 에머슨 베이커가 있다.

## 같이 보기
- 식민지 시대 미국의 군사사
- 캐나다의 군사사
  - 노바스코샤의 군사사
- 잉글랜드의 군사사
- 프랑스의 군사사

## 내용주
1. ↑  제1차 인디언 전쟁은 필립 왕의 전쟁으로 더 잘 알려져 있으며, 제3차 인디언 전쟁은 앤 여왕의 전쟁, 제4차 인디언 전쟁은 랄 신부의 전쟁(Father Rale's War), 제5차는 조지 왕의 전쟁, 제6차는 프렌치 인디언 전쟁이었다.[1]

## 참고 문헌
- Baker, Emerson W.; Reid, John G. (January 2004). 《Amerindian Power in the Early Modern Northeast: A Reappraisal》. 《William and Mary Quarterly》. 3rd series 61. 77–106쪽. doi:10.2307/3491676. JSTOR 3491676.
- Weidensaul, Scott (2012). 〈'Our Enimies are Exceedeingly Cruell'〉. 《The First Frontier: The Forgotten History of Struggle, Savagery, and Endurance in Early America》. Houghton Mifflin Harcourt. 182–221쪽. ISBN 978-0-15-101515-3.